# El Duque del Morteruelo
El Duque del Morteruelo (eigentlich Javier Delicado Puche; * 3. März 1904; † 6. November 2004 in Valencia) war ein spanischer Dichter.
Sein Werk umfasst 5.000 Sonette. Er war während der 1930er-Jahre Herausgeber dreier einflussreicher satirischer Wochenzeitschriften. Delicado Puche galt in Fachkreisen zuletzt als der „Alterspräsident der spanischen Poeten“. Er starb im Alter von 100 Jahren.